# General Electric J79
General Electric J79 byl americký proudový motor, vyvíjený v první polovině 50. let 20. století jako nová pohonná jednotka pro novou generaci bojových letounů. Poprvé byl testován na létající zkušebně, v upraveném bombardéru Boeing B-47 Stratojet, 20. května 1955. První letoun poháněný motorem J79 vzlétl v únoru 1956, šlo o předsériový Lockheed YF-104A Starfighter). Poháněly letouny F-104 Starfighter, Convair B-58 Hustler, F-4 Phantom II, North American A-5 Vigilante, či IAI Kfir. Celkem bylo vyrobeno více než 17 000 motorů J79.

## Použití
- Convair B-58 Hustler
- General Dynamics F-16/79 (prototyp)
- Grumman F11F-1F Super Tiger (prototypy)
- IAI Kfir
- Lockheed F-104 Starfighter
- McDonnell F-4 Phantom II
- North American A-5 Vigilante
- Northrop X-21
- SSM-N-9 Regulus II

## Specifikace (J79-GE-17)

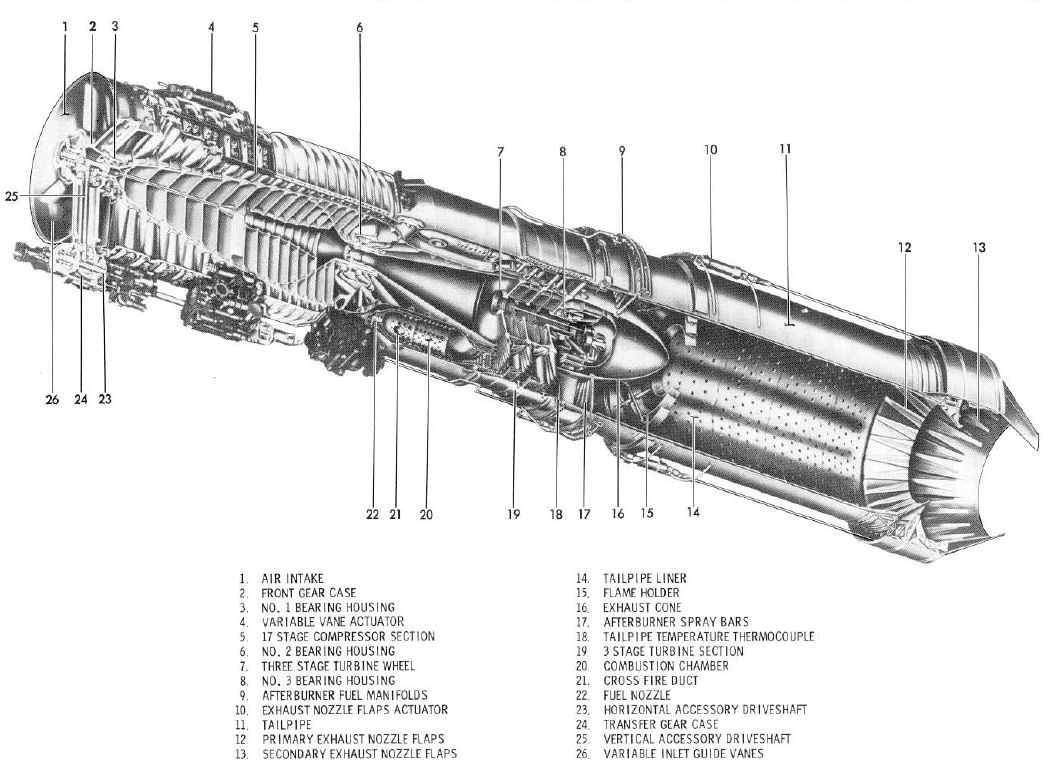
J79 s komponenty

### Technické údaje
- Typ: jednohřídelový proudový motor s přídavným spalováním
- Průměr: 0,98 m
- Délka: 5,30 m
- Hmotnost suchého motoru: 1 750 kg

### Součásti
- Kompresor: 17stupňový axiální, se stavitelnými lopatkami statoru
- Spalovací komora: smíšená trubko-prstencová, s 10 plamenci
- Turbína: třístupňová axiální

### Výkony
- Maximální tah: 52,96 kN na vzletovém režimu; 79,33 kN s přídavným spalováním
- Celkový poměr stlačení: 13.5:1
- Průtok/hltnost vzduchu: 77 kg/sec
- Měrná spotřeba paliva: 200 kg/(kN·h) s přídavným spalováním
- Poměr tah/hmotnost: 45,4 N/kg